# Iglesia de Santa María Magdalena (Tarazona)
La iglesia de Santa María Magdalena es un templo parroquial católico, antigua catedral turiasonense, situada en el Barrio del Cinto en la parte alta de Tarazona (Provincia de Zaragoza, España), junto al actual Palacio Episcopal, y es uno de los monumentos más antiguos de la ciudad.

## Descripción
El origen de su construcción se sitúa a finales del siglo XII, época de la que sólo se conservan los tres ábsides románicos construidos en piedra sillar y la base de la torre situada a los pies del lado de la Epístola. Esta torre fue recrecida en ladrillo en dos ocasiones, primero a finales del siglo XV en estilo mudéjar y después a comienzos del siglo XVII en estilo manierista.
Su cuerpo de naves original fue sustituido a finales del siglo XV por otro gótico de ladrillo formado por tres naves cubiertas por armaduras de parhilera mudéjares, aunque a finales del siglo XVII la techumbre de la nave central desapareció y las de las laterales se ocultaron con bóvedas encamonadas barrocas.
A ambos lados de las naves laterales se abren diversas capillas profusamente decoradas, que son fruto de sucesivas reformas entre los siglos XVI y XVII. Por otro lado, a los pies se conserva un coro bajo.
Actualmente el templo presenta dos ingresos, uno en el lado septentrional abierto por medio de dos arquivoltas apuntadas cobijando un arco carpanel y otro en alto en el lado meridional, desde la plaza Palacio. Precisamente la restauración de este acceso fue merecedora en 1967 del premio de arquitectura Ricardo Magdalena, de la Institución Fernando el Católico.

## Sede de cofradía

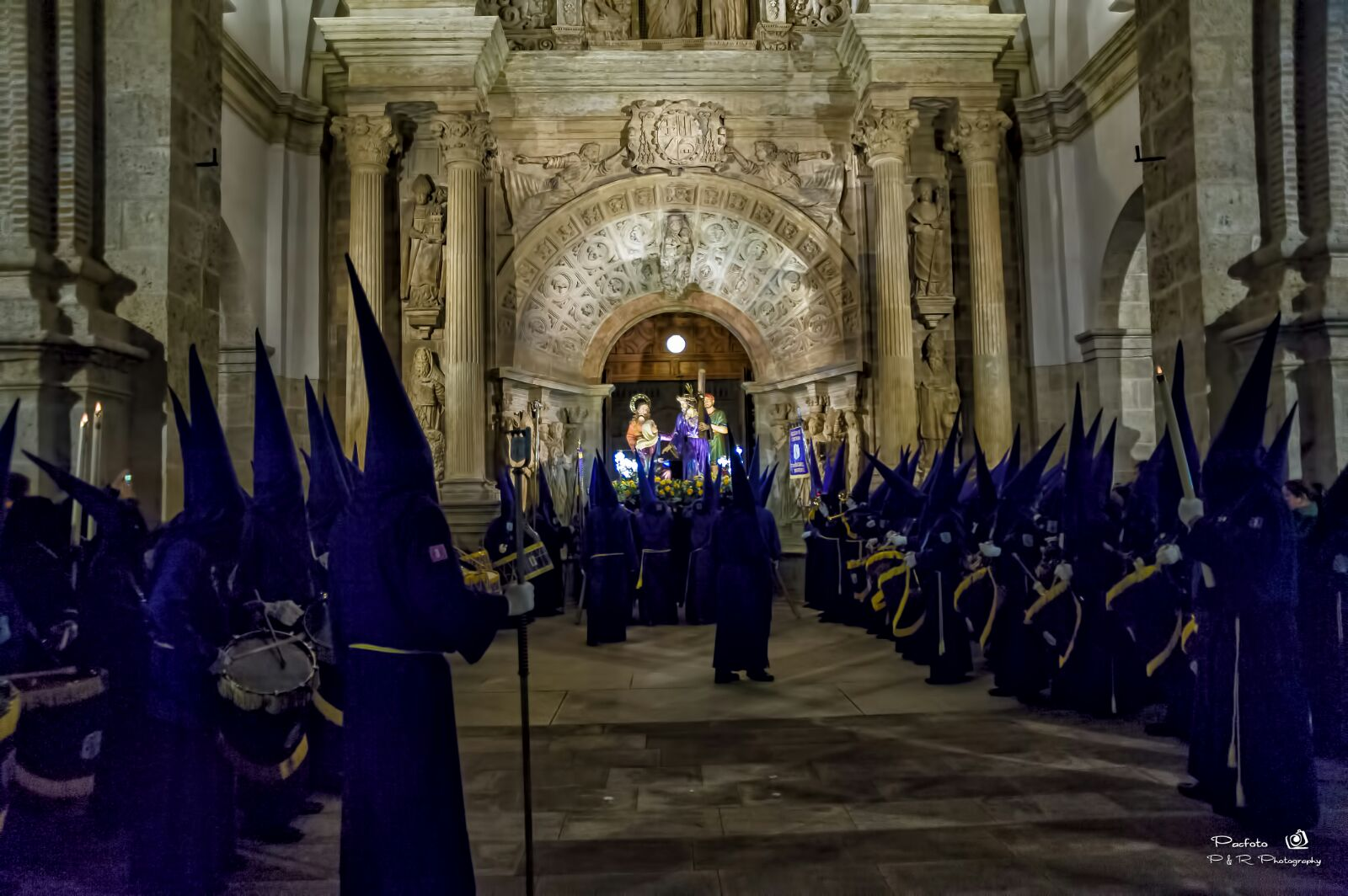
Procesión de lunes santo

La iglesia de Sta. María Magdalena, actualmente, es la sede de una de las cofradías más importantes de Tarazona, la «Cofradía del Stmo. Cristo del Consuelo y Sta. María Magdalena», dos cofradías fundadas en 1758 y 1618 respectivamente,  que se unieron en 1954 con unos nuevos estatutos que sustituyeron a los primitivos de los siglos XVII y XVIII. El hábito es de color morado, ceñido este por un cíngulo de color amarillo dorado. El capirote también morado, con el escudo de la Cofradía bordado sobre la parte inferior del mismo, medallón de la Cofradía, guantes blancos y calzado negro. La cofradía tiene sus raíces en el barrio del Cinto y su finalidad era asistencial con sus miembros y de penitencia. 
El St. Cristo del Consuelo, es un crucificado en talla de madera del siglo XVII, situada en la capilla de la Cofradía, obra de Juan Sanz de Tudedilla, 
El paso con el que se desfila, es un paso de Nazareno, se adquirió en 1955 y fue costeado por los cofrades. Representa el encuentro de Jesús con su Madre (IV estación del vía crucis) que en nuestro caso se ha hecho extensivo a la Magdalena. La Magdalena también desfila. El busto es una talla de madera de autor desconocido de finales del siglo XVI, portado a hombros por mujeres cofrades. Los niños llevan en el desfile procesional un paño de Verónica.
La cofradía celebra las siguientes festividades; Domingo de Ramos, Cruz de mayo y la festividad de Santa María Magdalena
En el año 2008 celebraron el 250 aniversario de la fundación de la Cofradía del Santo Cristo, el año 2018 será 400 aniversario de la fundación de la Cofradía de Santa María Magdalena.